# Thornville, Ohio
Thornville là một làng thuộc quận Perry, tiểu bang Ohio, Hoa Kỳ. Năm 2010, dân số của làng này là 991 người.

## Dân số
- Dân số năm 2000: 731 người.
- Dân số năm 2010: 991 người.